# Wang Zhenyi (krater)
Wang Zhenyi är en nedslagskrater på planeten Venus. Wang Zhenyi har fått sitt namn efter den kinesiska astronomen Wang Zhenyi.
Kratern har en diameter på ungefär 23 km.